# 文化遺産保護制度

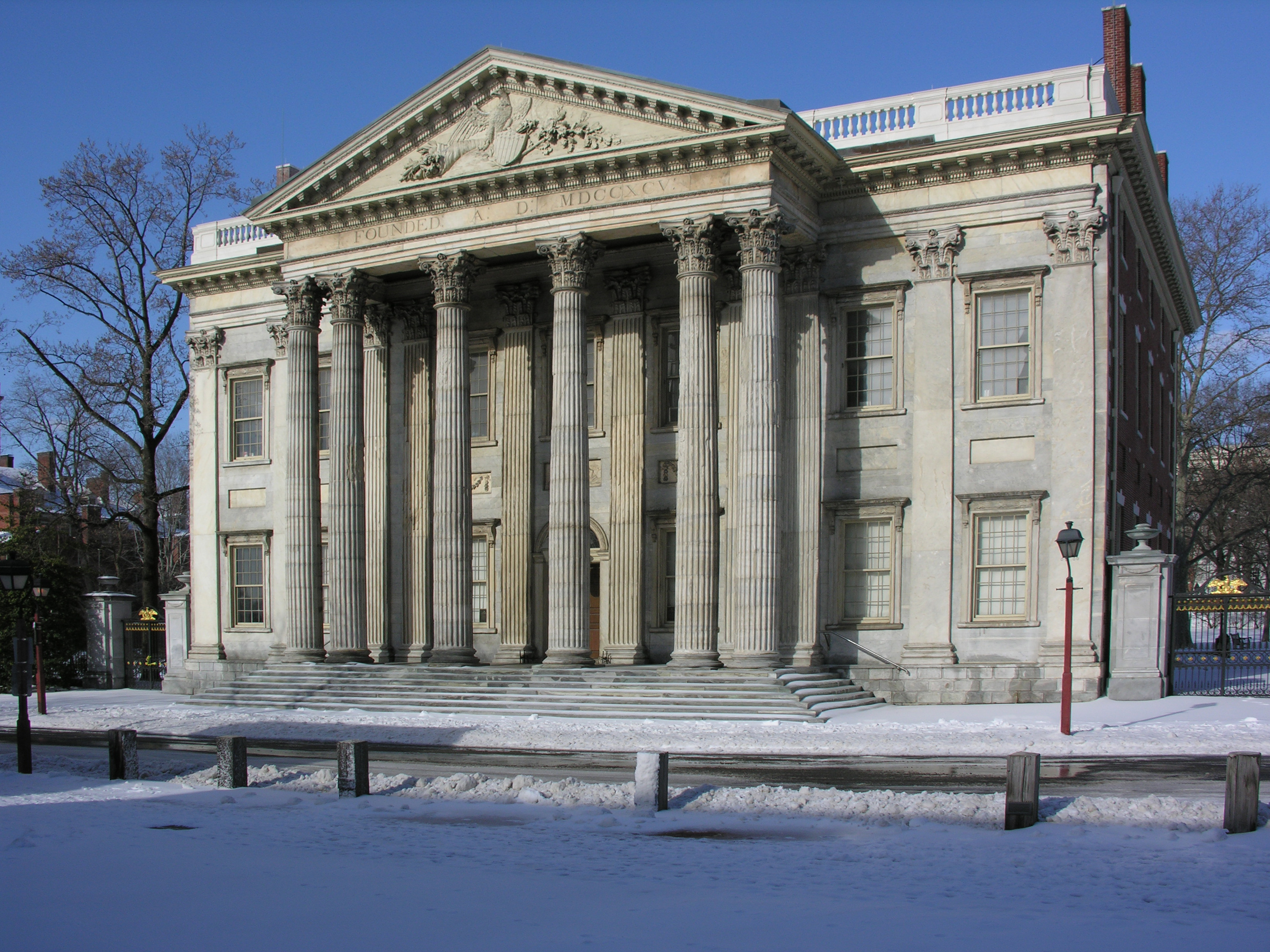
アメリカ合衆国国定歴史建造物に指定されているフィラデルフィアの第一合衆国銀行

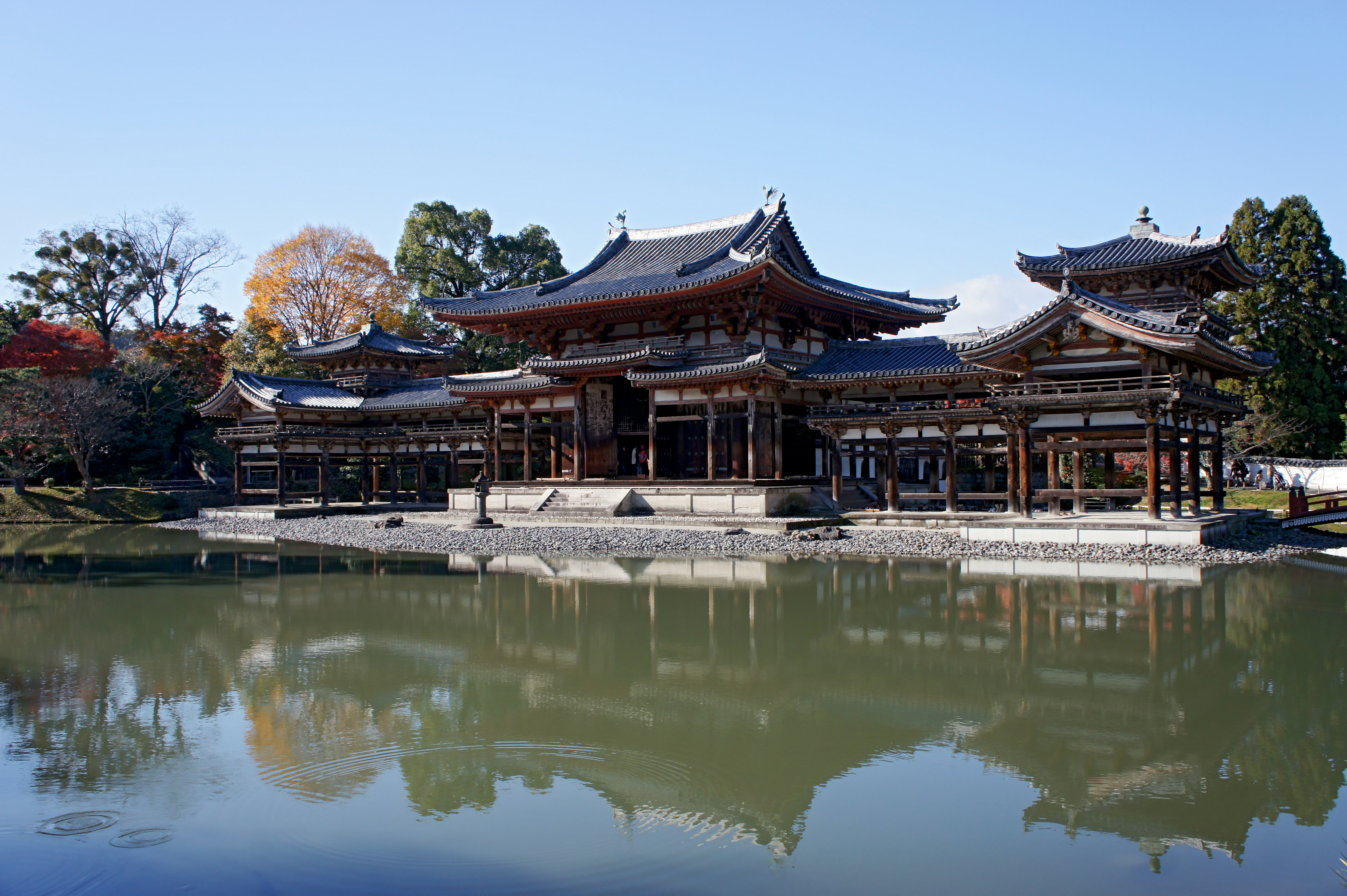
日本の国宝に指定されている平等院鳳凰堂

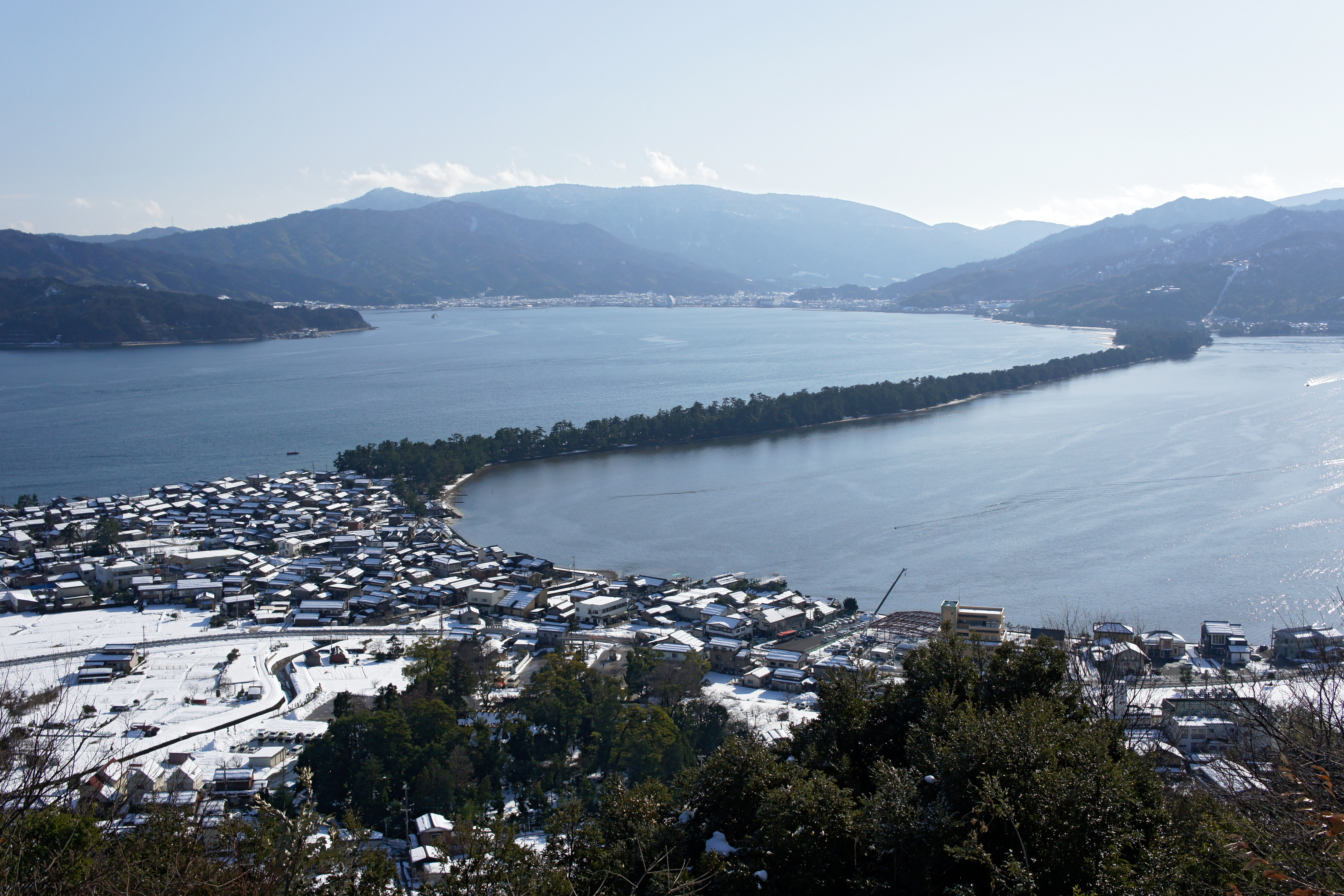
日本の特別名勝に指定されている天橋立

文化遺産保護制度（ぶんかいさんほごせいど）の記事では、公的機関による文化遺産の保護に関する制度について述べる。

## 概要
各国政府および国際機関は、人類の文化的活動によって生み出された有形・無形の文化的所産の中でも学術上、歴史上、芸術上、鑑賞上等の価値が高いものを文化遺産（ぶんかいさん、cultural heritage）あるいは文化財（ぶんかざい、cultural property）と位置づけ、条約、法律、条例等による保護の対象としている。指定や登録等の措置を受けた文化遺産に対しては、管理費用や修理費用への公的助成が行われる一方で、所有者には文化遺産の公開が求められたり、文化遺産の現状変更や移出が許可制ないしは届出制とされるなど、財産権には強い制約が課される。
文化遺産保護制度を規定している代表的な条約には武力紛争の際の文化財の保護に関する条約、世界遺産条約、文化財不法輸出入等禁止条約、無形文化遺産保護条約、水中文化遺産保護条約などがある。日本の法律には文化財保護法、古都保存法、文化財の不法な輸出入等の規制等に関する法律、武力紛争の際の文化財の保護に関する法律、海外の文化遺産保護に係る国際的な協力の推進に関する法律などがある。保護の対象となる文化遺産の範囲は、それぞれの条約や法令の制定目的に応じてそれぞれである。未指定・未登録の文化的所産をも含めて保護の対象とするものもあれば、公的機関によって指定・登録等がなされている物件のみを保護の対象とするものもある。文化財保護法のように、登録有形文化財、重要文化財、国宝のように階層を設け、重要な物件に対する重点的な保護を図っている場合もある。国によっては、純粋な文化的所産のみならず、動植物などの自然の産物をも文化遺産保護制度の枠内とし、自然保護制度と重層的に保護の対象としている場合もある。この代表例が日本の天然記念物の制度である。
何を文化遺産として認識するかは国によっても時代によっても変化し、その時点での国民意識によって左右される。日本では、太平洋戦争以前には史跡に指定されていた明治天皇聖蹟（天皇行幸地）が、戦後は指定解除された。だが基本的には文化遺産保護制度の成立は文化遺産の保存にとって危機的な状況を背景としている。日本の国宝や重要文化財の制度の原型は、昭和時代初頭の不況に伴う旧家の没落による財宝の逸失が契機となっており、伝統的建造物群保存地区の制度が作られた背景には、1960年代以降の高度経済成長による伝統的な町並みや農村景観の変貌がある。さらに近年では、産業や観光の振興を目的とした「文化遺産の活用」により重点が向けられている。

## 各国の文化遺産保護制度

### イギリス

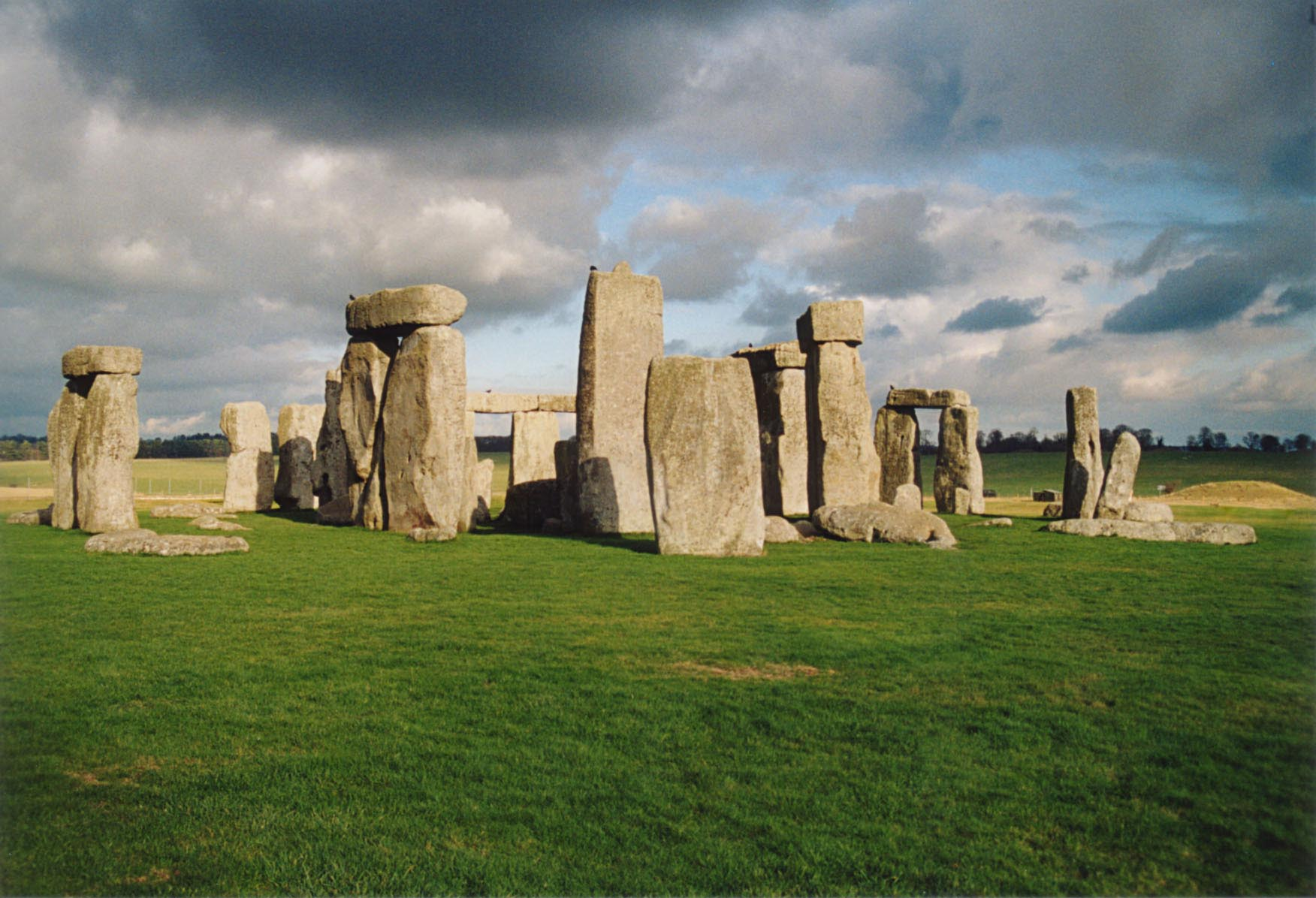
イギリスの文化遺産ストーンヘンジの管理はイングリッシュ・ヘリテッジが行っており、周辺の土地はナショナル・トラストが保有している

イギリスは公的な文化遺産保護制度が最も早くから確立された国の一つである。1882年に古代記念物保護法が制定され、以降制度体系は変遷を経てきたが、現在の制度は「1990年（登録建造物及び保全地区の） 計画法」「1979年遺跡及び考古学地区法」「1973年沈船保護法」「1986年軍事遺物保護法」等によって規定されている。1990年計画法によれば、文化・メディア・スポーツ大臣は政府の諮問機関である歴史的建造物遺跡委員会（通称イングリッシュ・ヘリテッジ）の助言に基づいて建造物の目録を作成し、登録建造物について保護措置を取ることができる。1979年遺跡及び考古学地区法でも同様に、文化・メディア・スポーツ大臣はイングリッシュ・ヘリテッジ等の助言に基づいて遺跡等の記念物について目録を作成し保護措置を取ることができる。これらの制度はイングランド、スコットランド、ウェールズ、北アイルランドの地域別に根拠法や組織が異なるなどの違いはあるが、基本的にはいずれの地域でも同様の制度が運用されている。なおイングリッシュ・ヘリテッジに相当する組織は、スコットランドではヒストリック・スコットランド、ウェールズではカドゥ、北アイルランドでは環境文化遺産局である。
イギリスにおいて文化遺産保護制度を所管する国の行政機関は文化・メディア・スポーツ省（DCMS）であるが、文化遺産の保護についてDCMSはイングリッシュ・ヘリテッジや国民文化遺産記念基金、さらにはナショナル・トラスト等とも連携しつつ各種の施策を展開している。イングリッシュ・ヘリテッジは前身の組織を改組して1984年に設立された政府機関であり、政府の諮問機関であると同時に、DCMSの補助金を得て約400の歴史的文化遺産を管理し、また民間が所有する歴史的文化遺産の保存修復に対して助成を行っている。国民文化遺産記念基金は1980年に設立された基金で、運用益と補助金を財源として、公共のための文化遺産等の取得・保存への助成を行っている。ナショナル・トラストは1895年に設立された民間団体であり、歴史的建造物、庭園、自然環境などを購入し、保護を行うとともに一般への開放を行っている。政府はナショナル・トラストに対して経済援助は限られた分野でしか行わないものの、ナショナルトラスト法を制定し、特殊法人として活動することを法的に保証している。

### フランス

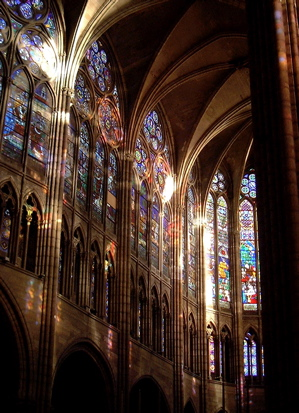
フランス歴史記念物に指定されているサン＝ドニ大聖堂

フランスにおける文化遺産保護制度は、1830年頃に歴史的記念物監察総監が文化遺産管理の任にあたったことからはじまる。1887年に歴史的建造物の保護に関する法律が制定され、その後保護の対象は天然記念物や史跡にも拡大されていった。1980年代には「文化」の再定義の議論が行われた。それまで財政支援の対象ではなかったサーカス、人形劇、服飾といった分野も支援の対象に加えられ、また、水車、農家、村の教会のような建物も記念建造物としての修復が行われるようになった。現在の文化遺産保護制度は、「歴史的記念物に関する1913年法」「天然記念物ならびに芸術的・歴史的・科学的・伝承的・絵画的特質をもつ史跡の保護に関する1930年法」「考古学上の発掘の規制に関する1941年法」「保護区域に関する1962年法（マルロー法）」「都市計画に関する1973年法」などが基本となっている。これらの法令の規定は2004年に文化遺産法典として編纂された。
歴史的記念物に関する1913年法は、歴史上または美術上の見地から保存の必要がある不動産及び動産を保護の対象としている。歴史記念物への指定手続は歴史的記念物上級委員会の答申に基づいて文化・コミュニケーション大臣が行う。指定には到らないものの保存が望ましいものについては補助目録に登録できるとされ、その決定は歴史的考古学的民俗学的遺産地方委員会の答申に基づき地方知事が行う。指定物件については現状変更の制限のほか所有権の移動についても報告の義務を伴うが、国費修理ができるとされている。天然記念物ならびに芸術的・歴史的・科学的・伝承的・絵画的特質をもつ史跡の保護に関する1930年法は、保全が必要な天然記念物および史跡を指定し、現状変更の制限等の措置が取られるとしている。考古学上の発掘の規制に関する1941年法は、埋蔵文化財の保護を図るもので、国によるもの以外の発掘を文化・コミュニケーション省の監督下で実施すると定めている。

### ドイツ
ドイツにおいて文化遺産保護に関する権限の多くは連邦州が保有している。各州における文化遺産保護法の制定は1958年のシュレースヴィヒ＝ホルシュタイン州が最初である。文化遺産の国外流出の防止については連邦内務省が所管し、1955年の「ドイツ文化財の国外流出防止に関する法律」によって、連邦政府が作成する目録に登録された美術品等の輸出が許可制とされている。旧プロイセン地域の文化遺産の保存・管理については、1957年に連邦内務省所管のプロイセン文化財団が設立された。1975年には、連邦と州等の文化遺産保護行政機関や専門家を構成員とする文化遺産保護全国委員会が設立され、連絡調整の役割を担っている。

### アメリカ

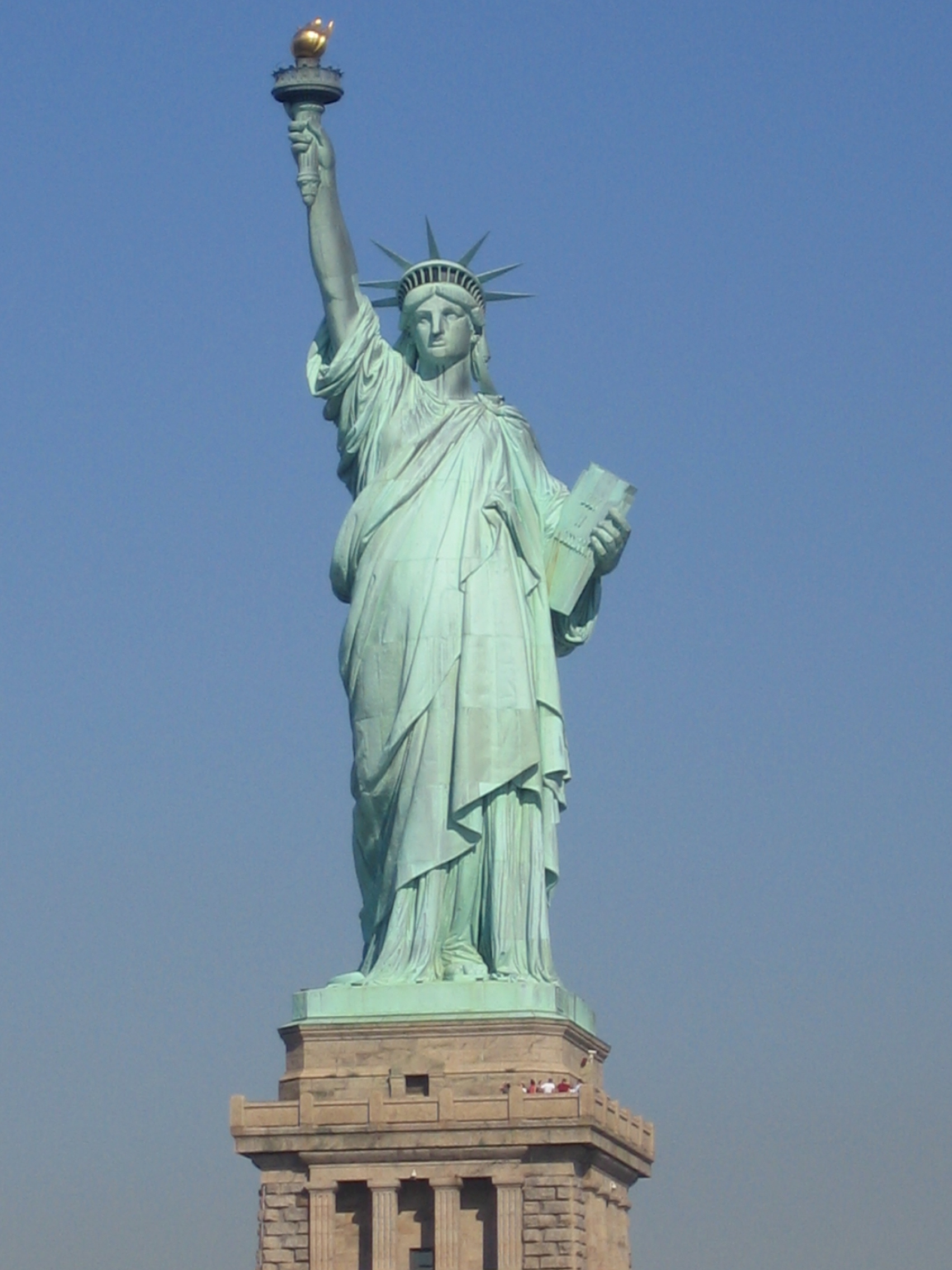
アメリカ合衆国国定モニュメントに指定されている自由の女神像

アメリカ合衆国では1906年に遺跡保存法が制定されたが、指定対象は連邦政府が所有する土地に存するものに限られていた。私有財産にも規制を加える文化遺産保護制度は1966年に制定された国家歴史保護法が初めてのものである。現在連邦政府は、国定歴史建造物、国定史跡、国立歴史公園、国立軍事公園、国定記念建造物、国定記念物を管理しており、これらを含む歴史的価値を有する遺跡、建築物、構造物、その他の物件は、国家歴史保護法に基づき国家歴史登録財に登録される。
連邦政府の機関には内務省の国立公園局があり、これらの文化遺産保護制度と国立公園の管理などの自然保護制度とを一体的に所管している。大統領の諮問機関としては歴史保存諮問審議会が設けられている。そのほか州レベルでも行政機関が置かれている。民間組織には1949年に設立されたアメリカ合衆国ナショナル・トラストがあり、文化遺産保護への一般国民の参加を促進するための遺跡の管理、寄付金管理等の活動を行っている。

### 中国
中華人民共和国の文化遺産保護行政は主に国家文物局が所管している。国家文物局は、文化遺産の指定保存、文化遺産の海外流出の統制などの業務を行い、直属の組織として故宮博物院、中国歴史博物館、中国革命博物館などを統括している。文化遺産保護制度を規定している文物保護法は1982年に制定され、その後の社会の変化に対応して2002年に改正された。指定は国務院による公布の形で行われる。中華人民共和国の建国にかかわる史跡が指定対象となっていることが特徴の一つであるが、指定の対象となる文化遺産は現在のところ有形文化遺産に限定されている。指定の種類には文物保護単位、歴史文化名城、歴史文化名鎮、歴史文化名村、風景名勝区などの種類があり、文物保護単位については国家級、省・自治区・直轄市級、県級の3段階、他は国家級と省・自治区・直轄市級の2段階がある。国家級のものはそれぞれ全国重点文物保護単位、国家歴史文化名城、中国歴史文化名鎮、中国歴史文化名村、国家重点風景名勝区と称されている。

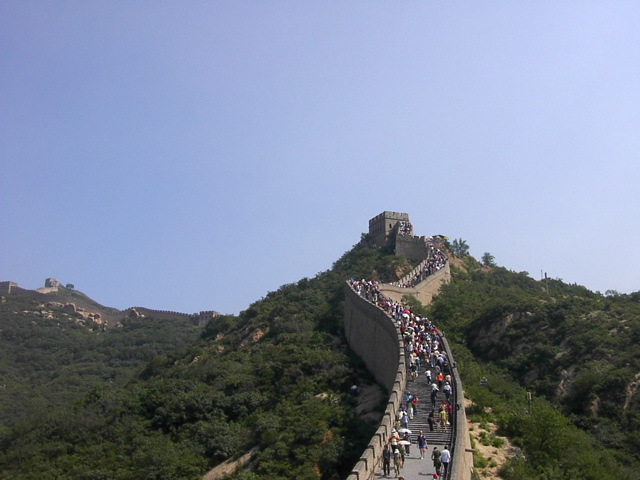
中華人民共和国全国重点文物保護単位および国家重点風景名勝区に指定されている八達嶺長城

無形文化遺産については2008年現在非物質文化遺産保護法が立法過程にあり、これに先立って2006年に「国家級非物質文化遺産」のリストとして518項目が公表されている。リストには春節などの年中行事、梁祝などの伝承や説話、京劇や崑曲などの伝統芸能・伝統音楽のほか、太極拳や鍼灸も含まれている。

### 台湾
中国で最初の近代的な文化遺産保護制度は1930年（中華民國19年）に南京国民政府の南京政府立法院が制定した古物保存法であり、文化遺産の登録制度や国外移転の制限、埋蔵文化遺産の保護などを定めていた。同じ1930年、日本統治時代の台湾において史蹟名勝天然紀念物保存法が施行された。台湾における現行の文化遺産保護制度は1982年に制定された文化資産保存法が規定している。同法では「古跡、歴史建築および聚落」「遺址」「文化景観」「伝統芸術」「民俗および関連文物」「古物」「自然地景」の7種類を「文化資産」として定め、国、直轄市、県（市）による指定・登録制度を設けている。
文化資産保存法に基づき、中華民国教育部は文化資産の中で貴重なものを国定古跡、国定遺址、重要古物、自然保留区、自然紀念物に指定する。また重要古物の中で貴重なものは国宝に指定される。同法の制定当初は日本統治時代の文化遺産が国定古跡や国定古物に指定されることはなかったが、1990年代以降は指定が進んでいる。文化景観は、直轄市あるいは県（市）による登録後、教育部が審査する。伝統芸術、民俗および関連文物も同様であるが、重要伝統芸術と重要民俗および関連文物への指定制度がある。
いくつかの組織を経て、2012年に全国の文化財保護などを目的として文化部文化資産局が正式に発足した。

### 各国の保護制度、機関
- 歴史遺産 (スペイン)（スペイン語版）、国家遺産局（スペイン語版）
- 文化遺産総局 (ポルトガル)（英語版）
- 国家文物局 (シンガポール)（英語版） - 漢字では中国の同名の機関と同名なので注意
- スウェーデン国家遺産局（英語版）
- 国家遺産局 (ポーランド)（英語版）
- National Heritage Board of Estonia
- 文化遺産・観光・手工芸省 - イラン
- Antiquities and Art Treasures Act (1972)（英語版）、AMASR Act（英語版） - インド

## 国際的な文化遺産保護制度

### 世界遺産

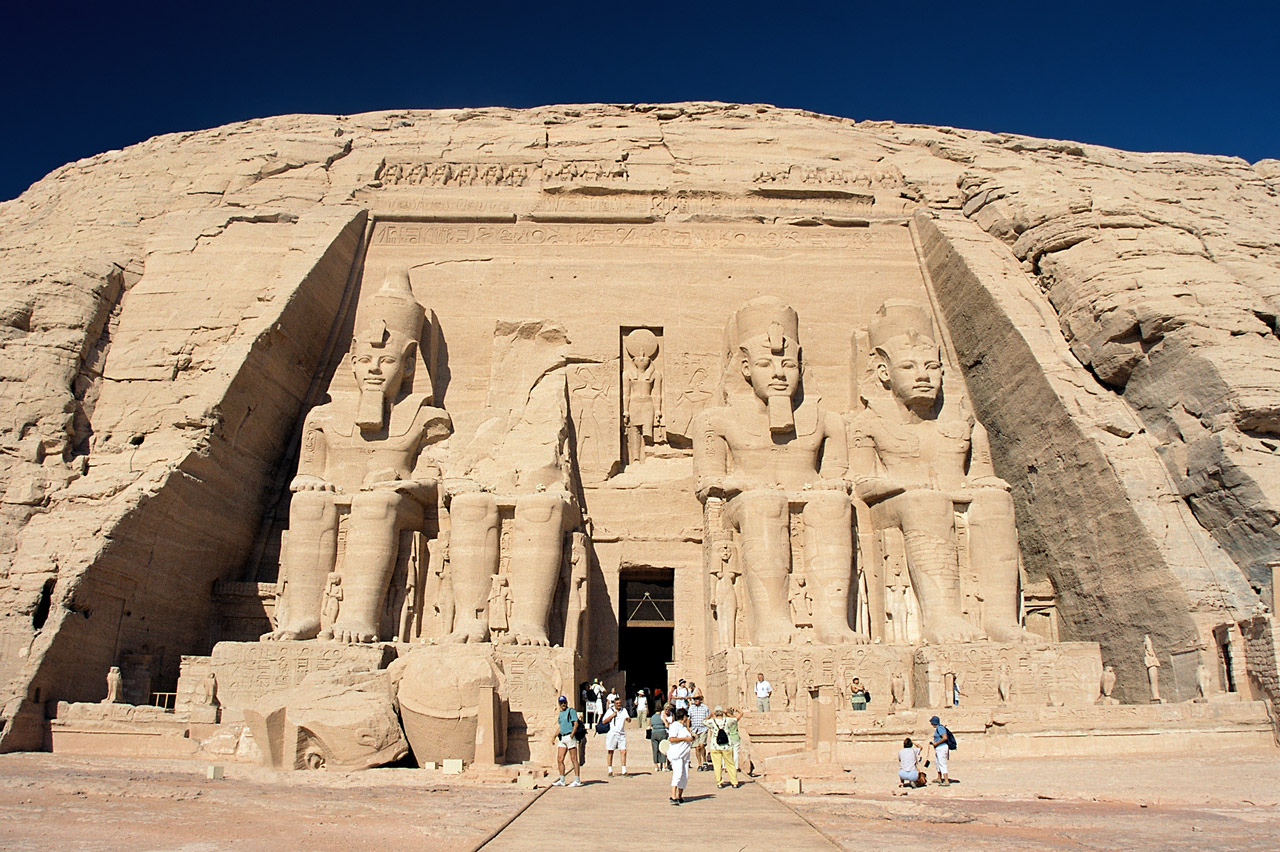
世界遺産に登録されているアブ・シンベル神殿

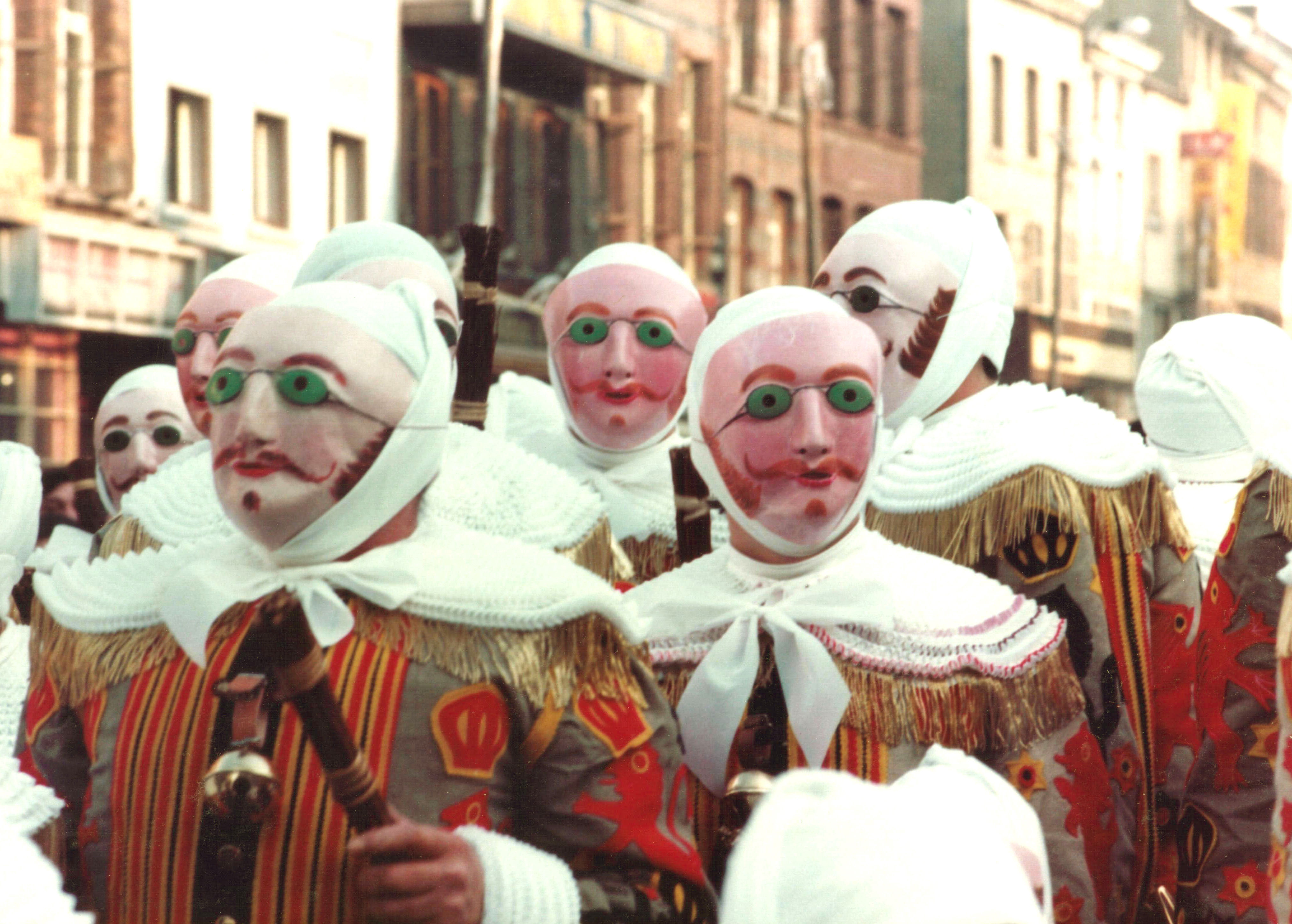
無形文化遺産に登録されているベルギーのバンシュのカーニバル(fr)

国際連合教育科学文化機関（ユネスコ）は1972年に採択された世界遺産条約に基づく世界遺産の制度を運営している。世界遺産リストへの登録を求める地域の政府機関は、優れた価値をもつ建築物や遺跡を文化遺産、優れた価値をもつ地形や生物、景観などを持つ地域を自然遺産、文化と自然の両方を兼ね備えるものを複合遺産、後世に残すことが難しくなっている遺産を危機にさらされている世界遺産（危機遺産）の候補として登録候補地を推薦する。文化遺産の候補地は国際記念物遺跡会議が、自然遺産の候補地は国際自然保護連合が現地調査を行い、世界遺産委員会での審査を経て、世界遺産リストに登録される。登録地は保全状況を6年ごとに報告し再審査を受ける必要がある。
世界遺産に対しては、各国の拠出により設置された世界遺産基金から、保全のための財政支援および技術支援が行われる。ただし先進国においては、財政支援は主に国内法に基づいて実施され、世界遺産基金からの支援が行われることは少ない。1978年にイエローストーンやガラパゴス諸島などが最初に世界遺産リストに登録された。日本は1992年に世界遺産条約を批准した。世界遺産の登録が進むにつれて自然遺産と文化遺産の不均衡が増大した。文化遺産の数が自然遺産を大きく上回り、登録数も北半球、特に西欧に多いという地理的偏在が顕著になり、ユネスコは1992年に「文化的景観」の概念を加えて文化遺産の内容を拡大してきた。しかし、2010年代以降、世界遺産は文化ナショナリズムに利用され、政治や外交の問題に発展することが多くなった。

### 無形文化遺産
伝統芸能、祭礼、伝統工芸などの無形の文化遺産については、有形の文化遺産を対象としている世界遺産の枠組みでは保護することが難しいため、新たな枠組みとして無形文化遺産保護条約に基づく無形文化遺産の制度が設けられている。無形文化遺産保護条約は2003年にユネスコで採択され2006年に発効した。条約は、政府間委員会による一覧表作成、専門家の派遣、国際的援助のための無形文化遺産基金の設立などを規定している。既に2001年から優品主義に基づいて「人類の口承及び無形遺産の傑作の宣言」（傑作宣言）の選定が始まり、その後、2003年、2005年に選定が行われ90件に達していたが、無形文化遺産条約の発効で、2008年に「人類の無形文化遺産の代表的な一覧表」（代表リスト）に統合された。無形文化遺産の代表リストへの記載は、各国からの推薦に基づいて選定され、2009年9月から正式に開始された。世界遺産のような優品主義とは異なり、文化の多様性を認め、「生きている遺産」を対象とし、変化を許容しつつ伝承の存続を重視する。

### ユネスコ記憶遺産
ユネスコは1997年からユネスコ記憶遺産（世界の記憶）登録事業を開始した。消滅の危機に瀕している歴史的文書などの記録遺産を保全し、広く公開することを目的としている。認定を受けた発展途上国の記録遺産に対しては、ユネスコが保全のための資金援助や技術援助を行う。

### 盗難文化遺産の国際取引の防止
盗品の輸出入など文化遺産の不法な国際取引を防止する国際法としては文化財不法輸出入等禁止条約が締結されている。この条約は通称「ユネスコ条約」とも呼ばれ、1970年にユネスコで採択されたものである。条約は、他の締約国の博物館等から盗まれた文化遺産の輸入禁止および返還措置と、自国の文化遺産の輸出を許可制とすることを締約国に義務付けている。2002年11月現在、主要国96か国が条約を批准しているが、主な非締約国にドイツ、スウェーデン、スイスなどがある。
1995年には私法統一国際協会で「盗取された又は不法に輸出された文化財に関する条約」（ユニドロワ条約）が採択された。この条約は、各国の規定の統一や、国による外国の私人に対する返還請求権の行使について定めたものであるが、いまだ締約国は少ない。

### 水中文化遺産の保護
1960年代以降、トレジャーハンターが海洋サルベージを行って沈没船や海底遺跡などの水中文化遺産を引き上げ、私的に売買する活動が活発になったが、こうした行為を規制する国際法は長らく存在しなかった。1982年採択された国連海洋法条約でも規制は不十分であった。2001年にユネスコで採択された水中文化遺産保護条約では、少なくとも100年間水中にある水中文化遺産を保護の対象とし、水中文化遺産の商業目的による利用の禁止などを定めている。2009年1月に締約国数が所定の数に達し発効したが、現時点で日本は批准していない。

### 武力紛争の際の保護
第二次世界大戦では、武力による文化遺産の破壊行為のみならず、占領国が被占領国の文化遺産を強制的に買い取るという事実上の組織的略奪が行われた。こうした反省に基づき、1954年に武力紛争の際の文化財の保護に関する条約がユネスコの主導により採択された。条約は締約国に対して、平時に適当な措置を取ること、武力紛争の際に文化遺産を尊重すること等を義務付けるとともに、特に重要な文化遺産については国際的な管理下に置く制度を定めている。
1990年代には、武力紛争の主要な原因が民族紛争や宗教対立へと変化したことに伴い、文化遺産は敵対する民族の象徴として攻撃目標とされるようになった。こうしたことから規定が見直された第二議定書が1999年に作成され2004年に発効した。第二議定書は、締約国間の武力紛争時のみならず、平時及び非国際的武力紛争にも適用される。日本は2007年に条約を批准したが、主要国ではアメリカ合衆国やイギリスが未批准となっている。

## 日本の文化遺産保護制度
日本国政府による文化遺産保護制度は主に文部科学省および文化庁が所管している。制度の原型は明治時代に創設され、時代情勢を反映した改正を経て今日に至っている。現在の制度は1950年に制定された文化財保護法によって一体的に規定されているが、このような包括的な制度は主要国では他に例を見ないものである。同法は地方公共団体の役割についても規定しており、これを受けて多くの地方公共団体が「文化財保護条例」等の名称の条例を制定している。文化財保護法が規定している天然記念物の制度は自然保護制度とも隣接するため、これを所管する環境省との間で調整が図られている。文部科学省および文化庁が所管する制度の他にも、文化遺産保護に関連する制度がいくつかある。

### 制度の変遷

#### 宝物取調

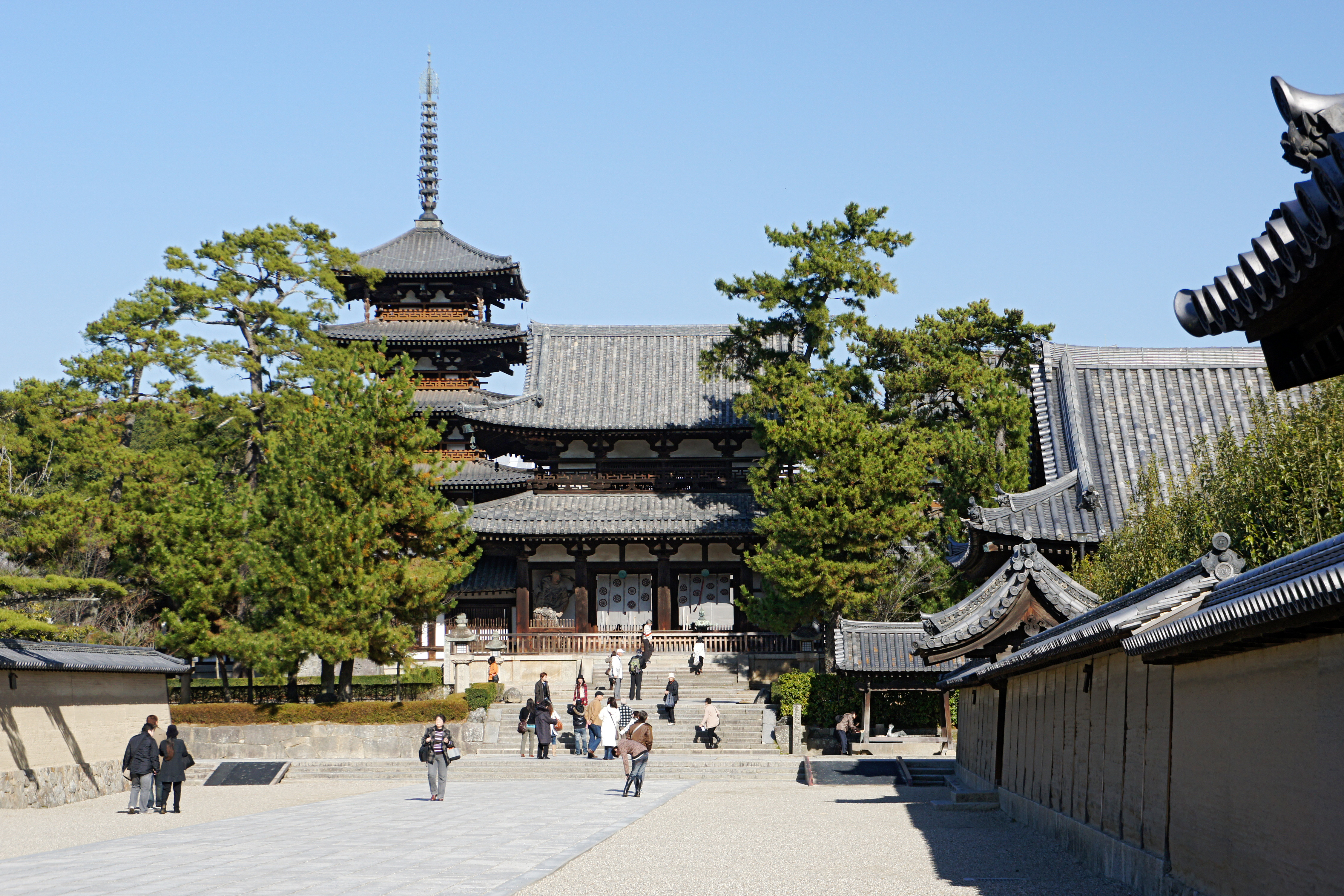
法隆寺

日本においては、近世以前は名家や社寺の財宝として、あるいは町衆文化や農村文化として文化遺産が伝承されてきた。明治維新を迎えると、廃仏毀釈運動により寺院の古器旧物が破壊されるなどの事態が生じたため、1871年（明治4年）明治政府は古器旧物保存方の太政官布告を発し、全国の宝物の調査を命じた。だが古社寺の経済的疲弊ははなはだしく、例えば法隆寺は1878年（明治11年）に宝物300件あまりを皇室へ献納し下賜金を受けた。宝物の散逸を防止するため、内務省は1880年（明治13年）頃から1894年（明治27年）に全国の主要な古社寺に保存金を交付して宝物の維持にあてさせた。
古墳や出土遺物に関する措置は天皇陵の比定と関連して早くから整えられた。1874年（明治7年）の「古墳発見ノ節届出方」、1880年（明治13年）の「人民私有地内古墳等発見ノ節届出方」は古墳の発掘規制と不時発見の届出制を定めたものである。出土遺物に関しては遺失物法（1899年）などが制定された。
文部省は1884年（明治17年）頃からアーネスト・フェノロサと岡倉覚三（天心）に古社寺調査を命じ、宮内省も1888年（明治21年）から1897年（明治30年）に九鬼隆一を委員長とする臨時全国宝物取調局を設置、両者は協力して全国の古社寺を中心とする宝物の調査を行った。調査した物件は古文書、絵画、彫刻、美術工芸品、書跡など215,091点にのぼった。この調査によって京都や奈良の古社寺に収蔵されていた宝物の全体像が判明し、帝国奈良博物館（1895年）、帝国京都博物館（1897年）が設置される契機となった（東京の帝国博物館は1872年に文部省博物館として設置されている）。

#### 古社寺保存法
1896年（明治29年）岡倉覚三や九鬼隆一らの主導で内務省に古社寺保存会が設置された。翌1897年（明治30年）当時のイギリスやフランスの文化遺産保護制度も参考として古社寺保存法が制定された。これは日本における文化遺産保護制度の原型ともいうべきもので、内務大臣が古社寺保存会の諮詢を受けて特別保護建造物または国宝を指定するとした。特別保護建造物および国宝は処分を許可制とするとともに、これらの維持修理が困難な古社寺に対しては保存金の交付が定められた。同時に、それまで宮内省と内務省に分かれていた文化遺産保護行政が内務省の管轄に一本化された。

#### 史蹟名勝天然紀念物保存法
明治時代末期には鉄道建設や都市開発などの国土開発が加速するに伴い、史跡名勝の保存や動植物の保護が課題として意識されるようになった。1911年（明治44年）には侯爵徳川頼倫らを中心に史蹟名勝天然紀念物保存協会が設立されるなど民間での保護運動も高まっていた。こうして1919年（大正8年）史蹟名勝天然紀念物保存法が制定された。同法では内務大臣が史蹟、名勝、天然紀念物を指定するとし、現状変更または保存に影響を及ぼす行為は地方長官の許可事項とした。国からの補助金による物件の修理、標識や柵の設置、鳥類の飼養等も行われ、敷地の国費買い上げや発掘調査も行なわれた。古社寺保存法に関する行政は1913年（大正2年）に内務省から文部省に移管されていたが、史蹟名勝天然紀念物に関する行政も1928年（昭和3年）に内務省から文部省に移管され、以降文化遺産保護行政は文部省が一元的に所管することになった。

#### 国宝保存法

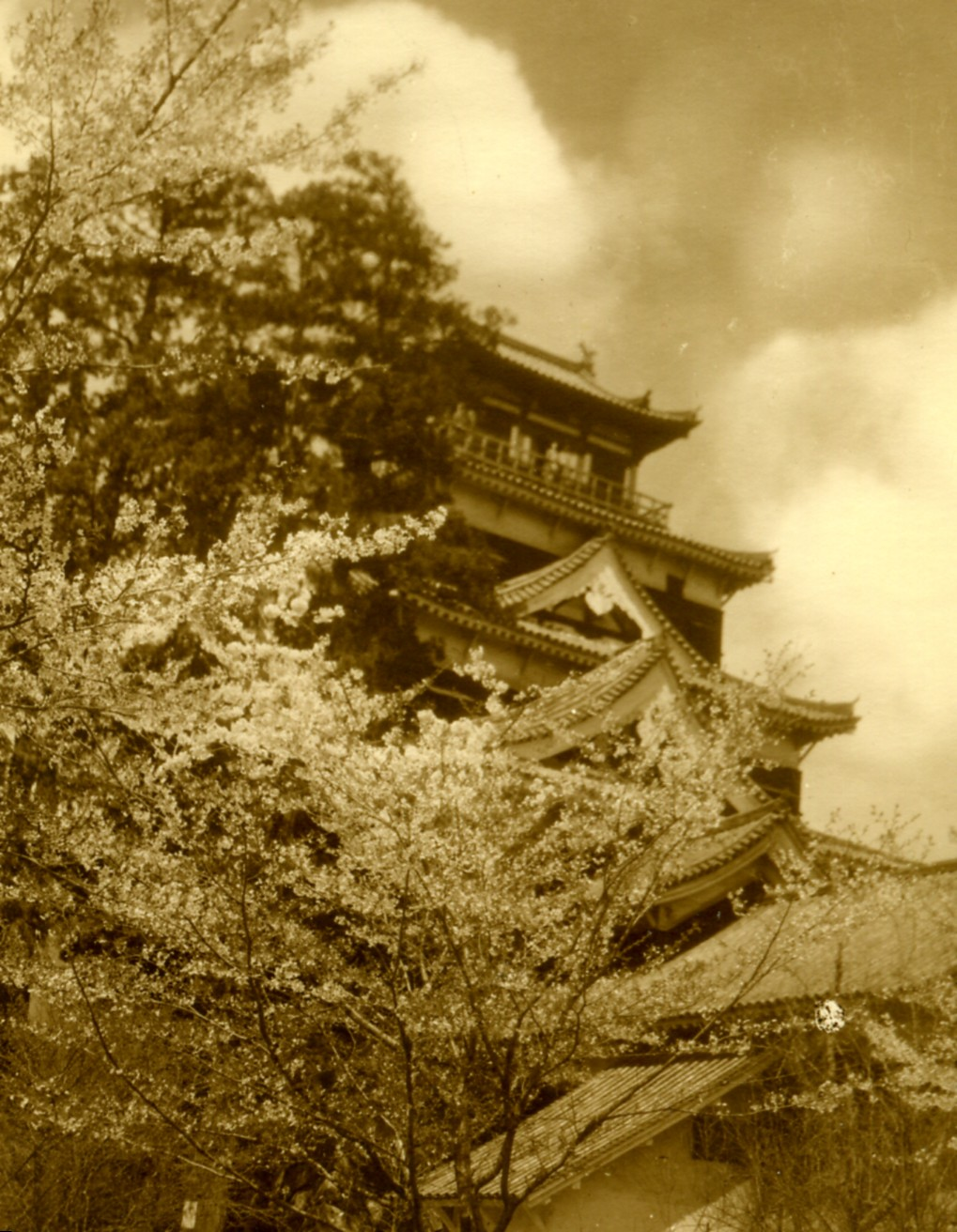
旧国宝、被爆前の広島城天守

古社寺保存法の指定対象は社寺所有の物件に限られており、社寺以外の法人や国、地方公共団体、個人などが所有する物件は対象外だったため、昭和恐慌の際に旧大名家などが所蔵する宝物類が散逸するおそれが生じた。その頃明治初年以降放置されていた城郭建築を保存する必要も出てきたことで、1929年（昭和4年）に国宝保存法が制定された。古社寺保存法では特別保護建造物と国宝に分かれていたものを統一し、同法では文部大臣が建造物、宝物その他の物件を国宝に指定するとし、国宝の移出や現状変更は文部大臣の許可制とすることなどが定められた。施行時に国宝とされた物件は宝物類3,704件（絵画754件、彫刻1,856件、書跡479件、工芸347件、刀剣268件）、建造物845件（1,081棟）であった。
その後金解禁等の混乱を経て円価が下落すると未指定の古美術品の海外流出が続出した。1933年（昭和8年）、こうした事態の防止を目的として、認定物件の移出を許可制とすることなどを定めた重要美術品等ノ保存ニ関スル法律が制定された。海外流出を防ぐために迅速な調査が行なわれたため、文化財としての価値が定まっていないものも多数重要美術品の中に混在することとなった。同法は一時的危機に対処するための臨時の措置とされていたが、戦後の文化財保護法制定まで継続され、廃止時には認定件数は約8,200件に達した。

#### 文化財保護法の制定へ
太平洋戦争中は国宝と史蹟の管理事務は継続されたものの、名勝・天然紀念物の指定事務は1944年（昭和19年）に停止に至った。また、建造物等の防空策や美術工芸品の疎開が進められた。終戦後、重要美術品の認定事務はいち早く1946年（昭和21年）8月から再開された。これは戦後の混乱状態の中、重要美術品の損壊や海外流失等の事態が懸念されたためである。しかし国宝や重要美術品は、戦時中には十分な保護措置がなされず、戦後も経済の混乱によって所有者である名家や社寺が経済的安定を失ったことで、荒廃するままに放置されたり、売却されて所在不明となったものもあった。
このような文化遺産の危機の中、1949年（昭和24年）1月26日、法隆寺金堂壁画が失火により焼損するという事件が発生した。この事件は日本国民に強い衝撃を与え、文化遺産保護のために抜本的施策を講じるべきであるとする世論が高まった。文部省では1946年（昭和21年）に古美術保存懇談会を開催して文化遺産保護制度の改正の問題を議論し、また1948年（昭和23年）文部省と国立博物館の関係者の間で法制度の改正を検討し、一応の成案を得ていたが、GHQの賛成が得られないままに実現が見送られていた。だが世論の後押しを受けて、文化財保護法が成立に向けて動き出すことになったのである。

### 文化財保護法

#### 総合立法
1950年（昭和25年）文化財保護法が成立し、8月29日に施行された。この法律はそれまでにあった国宝保存法、史蹟名勝天然紀念物保存法、重要美術品等ノ保存ニ関スル法律の3法を統合し、かつ無形文化財、民俗資料、埋蔵文化財を新たに保護対象に加え、保護対象を「文化財」という新しい概念にもとに包摂するという文化遺産保護制度の総合立法だった。これにより有形文化財、無形文化財、記念物、埋蔵文化財という文化財の類型が定義された。国は有形文化財のうち重要なものを重要文化財に、記念物のうち重要なものを史跡、名勝、天然記念物に指定するとされたが、さらに重点保護を講じるための措置として、これらの中でも特に重要なものを国宝、特別史跡、特別名勝、特別天然記念物に指定できるとする二段階指定制度が取り入れられた。
文化財保護法の施行により国宝保存法と史蹟名勝天然紀念物保存法は廃止された。両法に基づいて指定されていた物件は、文化財保護法上の重要文化財および史跡名勝天然記念物に指定がなされたものとみなされ、これにより美術工芸品5,824件、建造物1,059件が新制度に移行した。重要美術品等ノ保存ニ関スル法律も廃止された。ただし、文化財保護法の附則の規定により、1950年の時点で認定されていた重要美術品については、「同法は当分の間、なおその効力を有する」とされたため、文化財保護法施行後も認定の効力は保たれている。

#### 文化庁の設置
文化財保護法の施行に合わせて、文部省の外局として文化遺産保護行政を推進する行政委員会である文化財保護委員会が設置された。諮問機関としては文化財専門審議会が設置された。それまで文部省と国立博物館で処理されていた文化財の調査、保存、修理関係の事務は同委員会事務局に移された。また、戦前の帝室博物館から改編された国立博物館と文化財研究所も同委員会の附属機関となった。その後1968年（昭和43年）、政府全体の行政改革の一環として文化財保護委員会と文部省文化局が統合され、文部省の外局として文化庁が設置された。文化遺産保護行政の事務は、記念物等の指定・解除等は文部大臣に、その他の諸事務は文化庁長官に属するものとされた。また、文部大臣の諮問機関として文化財保護審議会が設置された。

#### 昭和29年の法改正
文化財保護法は、1954年（昭和29年）、1975年（昭和50年）、1996年（平成8年）、2004年（平成16年）に大きな改正が行われている。最初の大きな改正は1954年（昭和29年）に実施された。無形文化財に関しては、重要無形文化財の指定制度と、重要無形文化財の保持者の認定制度が設けられた。重要無形文化財の保持者として各個認定された者は人間国宝とも呼ばれる。民俗資料に関しては、重要民俗資料の指定制度と無形の民俗資料の記録保存の制度が設けられた。埋蔵文化財に関しては、周知の埋蔵文化財包蔵地における土木工事の規制が盛り込まれた。また、地方公共団体の役割を明確化するため、条例による文化財保護に関する規定が新設された。

#### 昭和50年の法改正

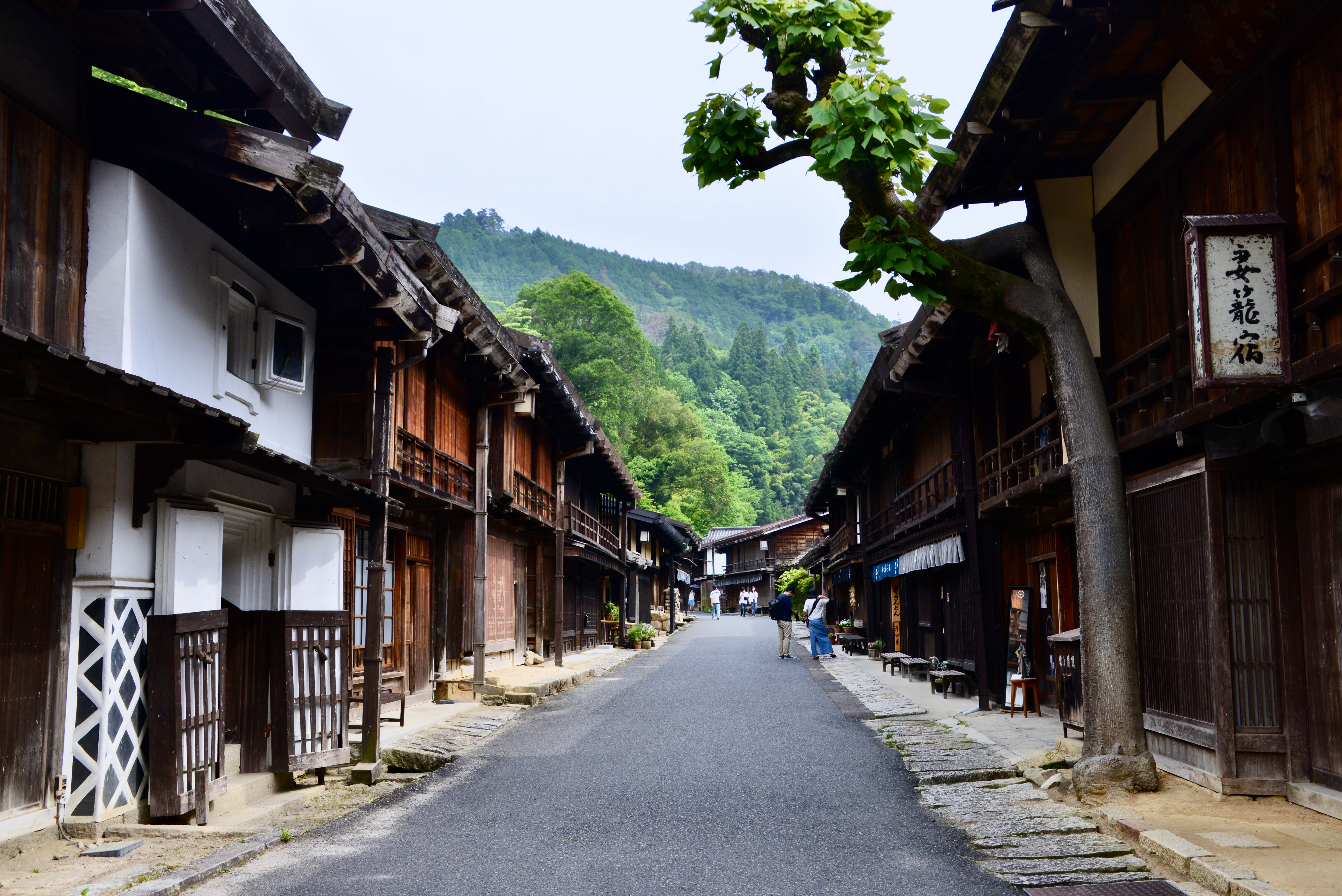
重要伝統的建造物群保存地区として選定されている妻籠宿

1950年代から1960年代の高度経済成長時代には、都市化による町並みの変貌、農村での耕地景観の変貌、歴史的地名の消失など、後戻りのできない国土の改変が進んだ。それまで史跡の大部分は旧史蹟名勝天然紀念物保存法に基づいて戦前に指定された物件であったが、遺跡の破壊から保護する必要に迫られたことにより、年20件程度の新しい指定が行われるようになった。天然記念物もその約8割は戦前からの指定物件だったが、自然環境に著しい変化が生じたことから1967年（昭和42年）以降5年計画で天然記念物緊急調査が実施され、「全国植生図および主要動植物地図」が刊行された。埋蔵文化財については1950年代以降開発事業に伴う発掘が急増したため、1960年（昭和35年）から埋蔵文化財包蔵地の分布調査が行なわれ、全国で14万か所の所在が判明し、これに基づいて1964年（昭和39年）から1967年（昭和42年）にかけて全国遺跡地図が刊行された。町並みなどの伝統的景観の保存の動きは国よりも地方が先行し、ヨーロッパの歴史的街区におけるファサード保存の手法も参考として金沢市、倉敷市、萩市など9市町で保護条例が制定された。
こうした中で文化遺産保護制度に関しても様々な問題が提起され、1975年（昭和50年）の文化財保護法の大きな改正として結実した。主な改正点は次の通りである。民俗資料という呼称が民俗文化財に改められ、重要民俗資料は重要有形民俗文化財と呼称されるとともに、新たに無形の民俗文化財について重要無形民俗文化財の指定制度が設けられた。伝統的建造物群に関しては重要伝統的建造物群保存地区の制度が創設され、周囲の環境と一体となって歴史的価値を形成している建造物群が文化財として位置付けられた。重要文化財等が国の指定によるとされているのに対し、市町村が都市計画または条例で伝統的建造物群保存地区を決定し、国がそれを重要伝統的建造物群保存地区として選定するという形に特色がある。また、文化遺産の修理を行うために必要となる伝統的技術を選定保存技術として選定し、保持者を認定する制度が新設された。

#### 平成8年の法改正

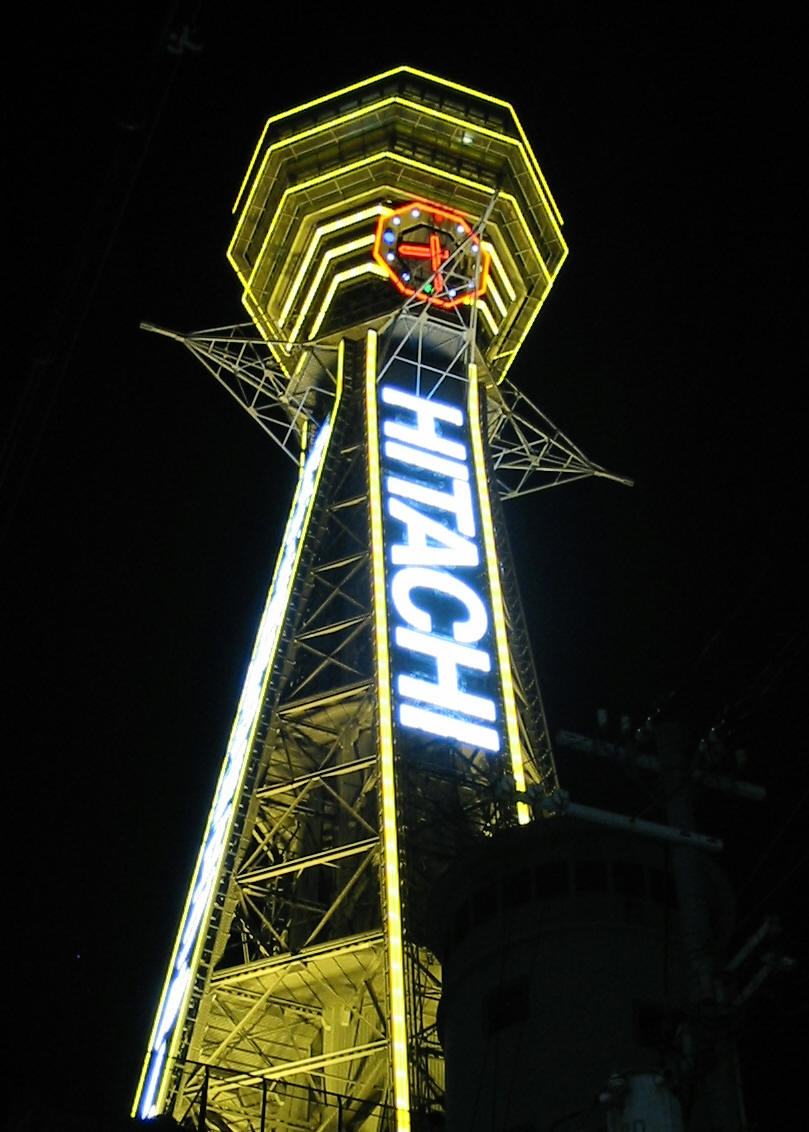
登録有形文化財に登録されている通天閣

1970年代から1980年代にかけて、農村漁村の過疎化と高齢化が進み、伝統的な民俗芸能や伝統行事が消滅する危機が増大した。一方で、文化に対する国民の関心も高まり、地域の文化遺産を活かした町づくり・村おこしといった文化遺産の活用の試みも着目されるようになった。幕末から第二次世界大戦期までの日本の近代化に貢献した産業・交通・土木に係る文化遺産についても、消滅や散逸の危機が認識されるようになったため、文化庁ではこれらを近代化遺産として位置づけ実態調査を行った。また、1992年（平成4年）に日本が世界遺産条約を批准したことで、近代の遺跡である原爆ドームを世界遺産へ推薦する運動が起こり、1995年（平成7年）に史跡の指定基準が改正された。原爆ドームは同年中に国の史跡に指定され、世界遺産へ推薦された。
1996年（平成8年）の法改正では、建造物に関する登録有形文化財の制度の導入、指定都市等への権限の委任及び市町付の役割の明確化、重要文化財等の活用の促進が盛り込まれた。登録制度は、主に近代の建造物の保護を目的として、指定制度を補完する制度として導入されたものである。建造物のうち指定物件以外のもので保存及び活用が必要とされるものを文部大臣が文化財登録原簿に登録するもので、指定文化財が現状変更について許可制を取るのに対し、届出制と指導・助言・勧告を基本とするなど、緩やかな保護制度である点に特色がある。

#### 平成16年の法改正
2001年（平成13年）1月、中央省庁再編が行なわれ文部科学省が設置された。文化庁に関しては各種審議会が統合されて文化審議会が設置され、従前の文化財保護審議会は文化審議会文化財分科会として再編された。同年4月、東京国立博物館、京都国立博物館、奈良国立博物館、九州国立博物館は独立行政法人国立博物館へ、東京文化財研究所と奈良文化財研究所は独立行政法人文化財研究所へ統合再編された。同年には文化芸術振興基本法も公布された。なお、国立博物館と文化財研究所はさらに2007年（平成19年）4月に統合されて独立行政法人国立文化財機構となった。
2002年（平成14年）の文化審議会の答申では、棚田や里山のような文化的景観、近代工業製品、研究の成果物等の産業的・学術的な遺産、近代の生活用具などの保護が新たな課題として指摘された。文化的景観の概念は1992年に世界遺産に取り入れられたもので、日本の文化遺産保護制度への導入について検討委員会による検討が行われ、この結果を踏まえて2004年（平成16年）に文化財保護法の一部が改正され翌年施行された。主要な改正点は、文化的景観を文化財の一種として新たに位置付けた上で重要文化的景観の制度を設けたこと、民俗技術を民俗文化財として位置付け保護の対象としたこと、登録制度の対象を従前の建造物に加え、建造物以外の有形文化財、登録有形民俗文化財、登録記念物にも拡充したことである。

#### 現在検討されている課題
文化審議会文化財分科会企画調査会は、2007年（平成19年）10月の報告書において歴史文化基本構想を提唱し、文化財保護法下の有形文化財・無形文化財・民俗文化財・記念物・文化的景観・伝統的建造物群保存地区を一体化した「関連文化財群」と位置づけ、かつ周辺環境を含めて総合的に保存・活用し、これを核として地域づくりを進めるための歴史文化保存活用区域の制度を提言している。文化庁には文化財保護法を改正してこの制度を盛り込む方針もあるが、歴史文化基本構想としては文化芸術基本法や地域における歴史的風致の維持及び向上に関する法律で対応しており、新たに提唱された日本遺産制度での実施も検討されている。

#### 公費助成と税制優遇
文化財保護法に基づき、文化庁は国宝や重要文化財等の所有者に対し、保存修理の費用や火災や盗難の被害から防ぐための防災設備の整備費用を公費により助成している。重要無形文化財および文化財保存技術に関しては、保持者・保持団体が行う技術伝承のための事業に対して補助を行い、無形文化財等の映像記録等を製作している。地方公共団体による史跡等の公有化に関しても助成を行っている。税制面では、租税特別措置法の規定により、個人が重要文化財として指定された物件を国、地方公共団体、国立文化財機構等へ譲渡した場合、譲渡所得は非課税となる。他にも相続税、固定資産税、特別土地保有税、都市計画税の減免等の税制優遇がある。

### 文化財保護法以外の制度

#### 歴史的風土保存区域
1966年（昭和41年）に制定された古都保存法は、日本の往時の中心地として歴史的価値を有する地域を「古都」と位置づけ、その建造物や遺跡を後世に引き継ぐため、国土交通大臣が歴史的風土保存区域を指定し、開発行為に一定の規制を加えることを規定している。同法上の「古都」に指定されているのは京都市、奈良市、鎌倉市、天理市、橿原市、桜井市、斑鳩町、明日香村、逗子市、大津市の10市町村である。明日香村についてはさらに1980年（昭和55年）に明日香村特別措置法が制定され、明日香村における歴史的風土の保存と住民の生活環境および産業基盤の整備との調和を図るため、特別の措置が講じられている。
他に国土交通省が所管する制度では、近畿圏整備法で、近畿圏内において文化財の保存、緑地保全、観光資源保全・開発の必要がある区域を国土交通大臣が保全区域として指定し、府県において保全区域整備計画を作成して大綱を定め、区域の整備保全を図るとしている。中部圏開発整備法にも同様の規定がある。

#### 近代化産業遺産

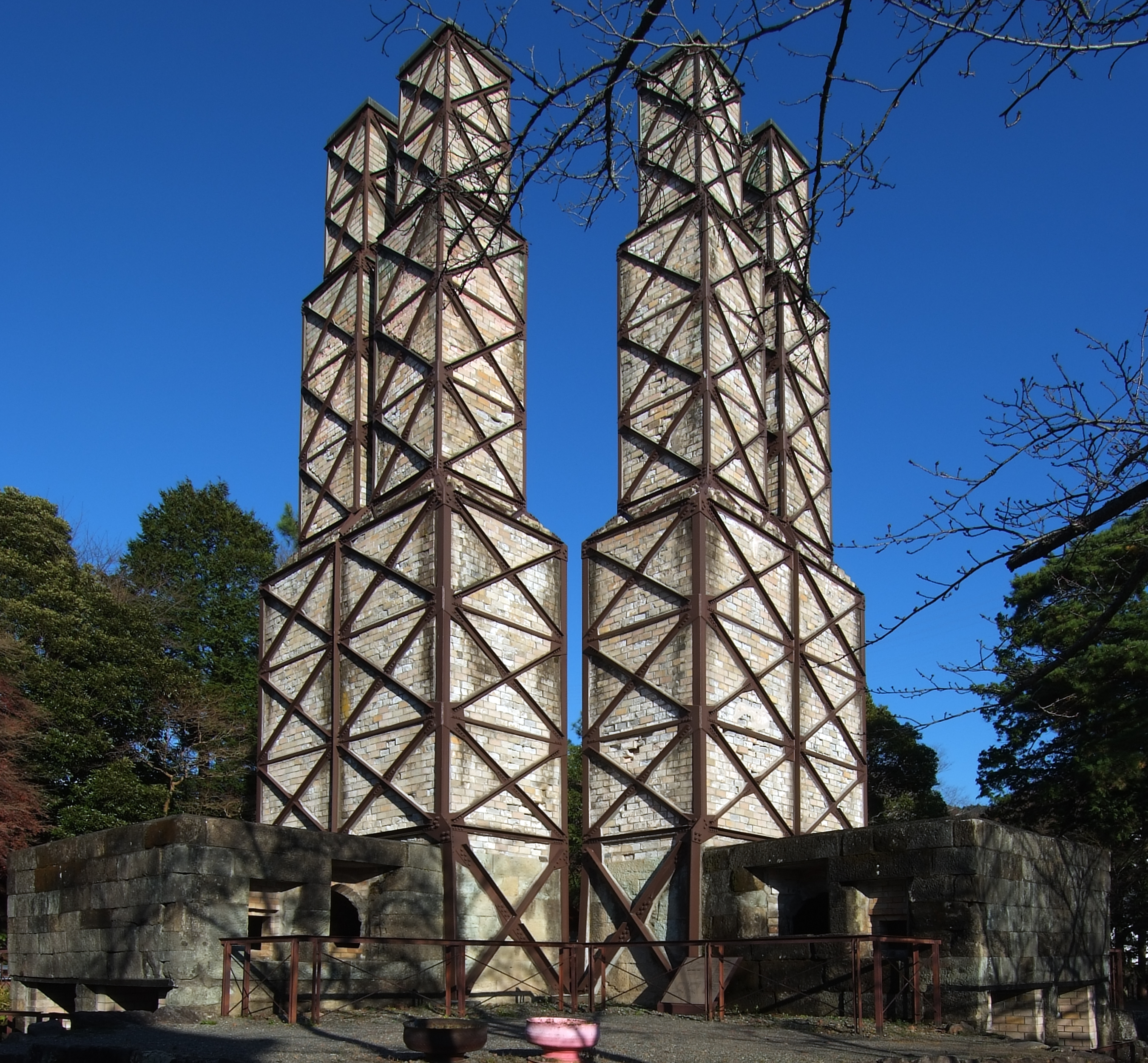
近代化産業遺産に認定されている韮山反射炉

文化庁で定義している近代化遺産の概念とは別に、経済産業省では、日本の産業の近代化に貢献した建造物、設備機器、文書などを近代化産業遺産と位置づけている。近代化産業遺産の価値を地域活性化に役立てること等を目的として、経済産業省は2007年（平成19年）11月に「近代化産業遺産群33」として33件の「近代化産業遺産ストーリー」と575件の認定遺産を公表した。

#### 災害対策
文化遺産の防災については、法隆寺金堂壁画の失火焼損が大きな教訓となって、文化庁は火災報知機等の防災設備の整備を公費により助成している。また文化庁と消防庁は、法隆寺失火事件が起きた1月26日を文化財防火デーに制定して防火訓練などを実施するとともに、国民の意識向上を図っている。1966年（昭和41年）からは消防法施行令により、文化財建造物の防火対象物への自動火災報知設備の設置が義務付けられている。

#### 盗難文化遺産の輸出入等の規制
日本は文化財不法輸出入等禁止条約を採択から32年後の2002年（平成14年）に批准した。それまで批准ができなかった理由として国内法との整合性の問題等があったが、この間、他国で盗難された文化遺産が日本の私立美術館の収蔵品となっていた事例などもあり、日本が盗難文化遺産のブラックマーケットとなっているという批判が出ていた。条約の批准により、国内法として文化財の不法な輸出入等の規制等に関する法律が制定された。この法律は、外国の博物館等から盗まれた文化遺産を外務大臣からの連絡に基づいて文部科学大臣が指定し、その輸入を外国為替及び外国貿易法による輸入承認事項として日本国内への流入を防止するものである。日本国内の文化遺産が盗難にあった場合は、官報に公示されるとともに条約の締約国へ通知されるが、保護の対象は指定・登録等がなされている文化遺産に限られている。なお日本は、UNIDROIT条約（英語: UNIDROIT条約）については、規制の対象となる文化遺産の範囲が不明確であること等を理由として批准していない。

### 研究機関
文化庁関係の研究機関として国立博物館、文化財研究所、国立歴史民俗博物館、国立劇場が設置されている。国立博物館と文化財研究所は独立行政法人国立文化財機構の下部組織である。国立博物館は東京国立博物館、京都国立博物館、奈良国立博物館、九州国立博物館の4館があり、美術品を中心とする文化遺産の受け入れや公開、調査研究を行っている。文化財研究所は東京文化財研究所と奈良文化財研究所があり、文化遺産の保存および修理技術に関する研究、歴史的建造物および埋蔵文化財に関する研究を行っている。国立歴史民俗博物館は人間文化研究機構に所属する組織で、歴史資料、考古資料、民俗文化財の収集、展示および調査研究を行っている。国立劇場は日本芸術文化振興会が運営しており、伝統芸能の自主公演を行うとともに、伝統芸能に関する調査研究を行っている。

### 地方公共団体の文化遺産保護制度

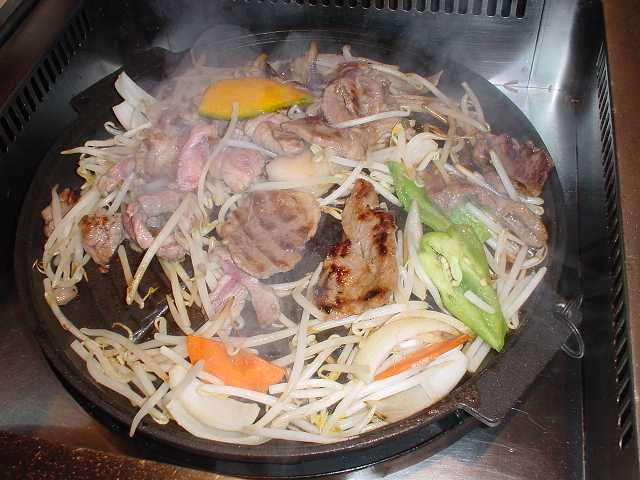
北海道遺産に選定されているジンギスカン

文化財保護法第182条第2項では、次のとおり規定している。
地方公共団体は、条例の定めるところにより、重要文化財、重要無形文化財、重要有形民俗文化財、重要無形民俗文化財及び史跡名勝天然記念物以外の文化財で当該地方公共団体の区域内に存するもののうち重要なものを指定して、その保存及び活用のため必要な措置を講ずることができる。
この規定に基づき、全ての都道府県および大半の市区町村において「文化財保護条例」等の名称の条例が制定されている。ただし、地方公共団体の教育委員会が条例に基づく文化財に指定できるのは国指定の文化財以外の文化財のみであり、地方公共団体指定の文化財が国指定となった場合は、地方公共団体の指定は解除される。なおこの点については地方分権の潮流と合致しないとして、国指定となっても地方公共団体の指定を解除する必要性はないとする批判もある。このほか、国指定の文化財に関しては地方公共団体が指定に先立つ基礎的調査を行ったり、国指定の文化財の管理団体として保護を担っている例も多い。
近年では、22世紀に残す佐賀県遺産（佐賀県）や北海道遺産（北海道）といった、文化財保護法および文化財保護条例の枠組みから離れた試みも行われている。これらの施策の特徴は、従来型の「文化遺産の保存」から、産業や観光の振興を目的とした「文化遺産の活用」へ重点が移されていることである。このため、これらの制度における文化遺産の価値評価は、教育委員会を主体とした学術的評価のみならず、産業政策とも関連した多様な視点からの評価が盛り込まれたものとなっている。